# 锡德里克·利德尔
锡德里克·利德尔（英語：Cedric Liddell，1913年6月11日—1981年6月4日），加拿大男子赛艇运动员。他曾代表加拿大参加1932年和1936年夏季奥林匹克运动会赛艇比赛，其中1932年奥运会获得一枚铜牌。